# ベンヤメンタ学院

『ベンヤメンタ学院』（Institute Benjamenta, or This Dream People Call Human Life）は、クエイ兄弟による初の長編実写映画である。
神秘的な幻想とおとぎ話の要素を融合させた本作は、迷宮のような寄宿学校を舞台に、執事養成という奇妙なカリキュラムと崩壊寸前の世界を描く。主人公ヤーコプは学院の秘密を探るうちに、不可解な住人たちや学院長兄妹の深層へと導かれていく。
原作はスイスの作家ローベルト・ヴァルザー（Robert Walser,1878-1956、スイスのドイツ語作家）の『ヤーコプ・フォン・グンテン』であり、彼の童話的短編作品も影響を与えている。カフカ(Franz Kafka,1883 - 1924/チェコ出身の小説家)が敬愛したこの作家は、再評価の機運の中で注目を集めている。
主演はアリス・クーリジ、マーク・ライランス、ゴットフリード・ジョンら実力派。音楽はレシュ・ヤンコウスキ、音響はライー・サイダーが担当し、クエイ兄弟の世界観を緻密に支えている。